# 2033年問題
2033年問題是關於2033年置閏出錯所引發的問題，和时宪曆規定 「冬至所在月為冬月（農曆十一月）」、「置閏於兩冬月（農曆十一月）間第一個無中氣之月」這兩個規則的理解有关。
中国原有的历法采用固定算法（平氣；平太阳时），每十五日為一個節氣，二十四節氣為一輪，這二十四節氣裡，順序是偶數的氣又稱為「中氣」，規定 「無中氣置閏、閏前不閏後」，意即將無中氣之月置為閏月，月序同前一個月。
时宪曆和现行農曆曆法的算法则是借助天文观测（定氣；真太阳时），以太陽在黃道上每運動15°為一個節氣，有「冬至日」的那個太陰月（太陰曆法的一個月，又稱朔望月，即完成一個「月相循環」所經歷的時間），被定義為十一月，因為地球公轉軌道是橢圓形的關係，所以節氣之間不會是固定的間隔15天，而是14－16天，導致時憲曆裡「無中氣之月」的出現機率變高，會發生頻繁的置閏。因此時憲曆、現行農曆 規定，若两冬至之间，只有11個完整太陰月（12個新月/朔日），則就算存在無中氣之月亦不需置閏；而兩冬至之間，有12個完整太陰月（13個新月/朔日），但第一個無中氣的月之前的月有兩個中氣，則不作閏月論，而第二個無中氣的月則被視為閏月；另一方面，若第一個無中氣的月之前的月只有一個中氣，則即為閏月，第二個則被視為正規月（儘管無中氣）。
2033年問題所在的農曆年（癸丑年，2033/1/31～2034/2/18），有兩個「無中氣之月」：農曆第8個及第12個朔望月。在癸丑年冬至之前只有11個完整太陰月，不需置閏，而冬至之後會有12個完整太陰月，需置閏。也就是說，雖然順序上第8個朔望月在第12個朔望月之前，但是需置閏的「無中氣之月」不是冬至之前的第8個朔望月，而是冬至之後的第12個朔望月。因此實際上2033年應該閏十一月（閏前不閏後，閏月的月序同前一個月，所以第12個朔望月置閏後，這個月份就會改名為閏十一月），而不應閏七月。但從一整個農曆年的角度來看，卻是置閏在「第二個無中氣之月」，也就因此而引發誤解，以及軟體程式設定上的錯誤。
閏十一月十分罕見，本次為西元元年後第六次，上兩次閏十一月在1631年和1642年，該兩次也是元年以來之兩個最密的閏十一月；下兩次閏十一月在2128年和2147年；21世紀之後，首次閏十一月將會出現在65世紀6402年。因為置閏是以冬至為基礎來做的判斷，而冬至定義為農曆十一月，所以每當農曆有閏十一月以及閏十二月（也就是置閏在第12個以及第13個朔望月），又剛好冬至之前也有「無中氣之月」，且冬至之前不需置閏的時候，就會有2033問題。
2033年问题主要影响1990年之前出版的萬年曆程式，包括现存網路上的阴阳历換算程式。这个问题会造成一些节日日期不一致，如中秋節，閏七月版在10月7日，閏十一月版在9月8日；重陽節，閏七月版在10月31日，閏十一月版在10月1日；下元節，閏七月版在12月6日，閏十一月版在11月6日。其後，所有網路年曆都將2033年的閏月劃一定為閏十一月。
除農曆外，其他類似的陰陽曆書（例如日本民間使用的和曆）也會出現類似的2033年問題。

## 分析
- 定2032年冬至2032年12月21日 15:55:29冬至（UTC+8时间）
- 定2033年冬至2033年12月21日 21:45:32冬至（UTC+8时间）
- 定2034年冬至2034年12月22日 03:33:30冬至（UTC+8时间）

由于日月运行的复杂关系，置闰将会在2033年及2034年导致史無前例的异常情况：在連續7個陰曆月內，發生5個中氣出現於朔日，造成3個無中氣月、2個雙中氣月，使之出現2個假閏月和2個假月序；比1870年、1984年及2052年的置閏問題更加特殊。2033岁只有11个完整月，所以不须设为闰岁，並置闰2033年十一月（2034岁）；同时八月为假闰月，即该月无中气，却不是闰月。又有人认为“冬至所在月必然是十一月”是为了解决所谓2033年的异常置闰而设定的特殊规则，其实这规则一直存在，这被认为是对农历的历史上历法排定方法不了解。
依現行農曆曆法，每年以朔分月（朔日為每月初一）。冬至所在月為十一月，之後為十二月、正月、二月……復至十一月。若兩相邻冬至間有十三次新月（而不是十二次），即有十二个完整农历月份（而不是十一个），則置閏於前一冬至後首個无中氣月份，月序與前一個月相同（閏月在某月後面，就稱“閏某月”）。
按照上述方法分析2033年的情况，则思路如下：
- 由于2032年冬至（2032年12月21日）和2033年冬至（2033年12月21日）之间只有十一个完整农历月份，即有十二个朔日（依次在2033年1月1日、1月31日、3月1日、3月31日、4月29日、5月28日、6月27日、7月26日、8月25日、9月23日、10月23日、11月22日），所以即便有无中气月份（即对应2033年8月25日至9月23日的农历月份），亦无需置闰。
- 由于2033年冬至（2033年12月21日）和2034年冬至（2034年12月22日）之间有十二个完整农历月份，即有十三个朔日（依次在2033年12月22日、2034年1月20日、2月19日、3月20日、4月19日、5月18日、6月16日、7月16日、8月14日、9月13日、10月12日、11月11日、12月11日），所以需要在这两个冬至之间置闰。当需要置闰时，才适用“无中气置闰”和“闰前不闰后”的规则。2033年冬至和2034年冬至之间的十二个完整农历月份中，第一个无中气月份是2033年冬至后的第一个完整农历月份（即对应2033年12月22日至2034年1月19日的农历月份）；该月份在农历十一月之后，则该月份为农历闰十一月。

以上就是对2033年问题的解决方法。可知，在编排农历历法时，并不一定要在无中气月份置闰。

## 2033年闰年
根据現行農曆置閏方法，2033年的閏月是閏十一月，而不是閏七月。
| 朔日           | 節氣           | 農曆             | 農曆           | 農曆             | 農曆                         |
| 朔日           | 節氣           | 閏七月版         | 閏十一月版     | 閏正月版         | 閏七月加閏十一月，沒有十月版 |
| -------------- | -------------- | ---------------- | -------------- | ---------------- | ---------------------------- |
| 2033年1月1日   | 小寒 大寒      | 十二月           | 十二月         | 十二月           | 十二月                       |
| 2033年1月31日  | 立春 雨水      | 正月             | 正月           | 正月             | 正月                         |
| 2033年3月1日   | 驚蟄 春分      | 二月             | 二月           | 二月             | 二月                         |
| 2033年3月31日  | 清明 穀雨      | 三月             | 三月           | 三月             | 三月                         |
| 2033年4月29日  | 立夏 小滿      | 四月             | 四月           | 四月             | 四月                         |
| 2033年5月28日  | 芒種 夏至      | 五月             | 五月           | 五月             | 五月                         |
| 2033年6月27日  | 小暑 大暑      | 六月             | 六月           | 六月             | 六月                         |
| 2033年7月26日  | 立秋 處暑      | 七月             | 七月           | 七月             | 七月                         |
| 2033年8月25日  | 白露 無中氣    | 閏七月           | 八月（假閏月） | 八月（假閏月）   | 閏七月                       |
| 2033年9月23日  | 秋分 寒露      | 八月             | 九月           | 九月             | 八月                         |
| 2033年10月23日 | 霜降 立冬      | 九月             | 十月           | 十月             | 九月                         |
| 2033年11月22日 | 小雪 大雪 冬至 | 十月             | 十一月         | 十一月           | 十一月                       |
| 2033年12月22日 | 小寒 無中氣    | 十一月（假閏月） | 閏十一月       | 十二月（假閏月） | 閏十一月                     |
| 2034年1月20日  | 大寒 立春 雨水 | 十二月           | 十二月         | 正月             | 十二月                       |
| 2034年2月19日  | 驚蟄 無中氣    | 正月（假閏月）   | 正月（假閏月） | 閏正月           | 正月（假閏月）               |
| 2034年3月20日  | 春分 清明      | 二月             | 二月           | 二月             | 二月                         |
| 2034年4月19日  | 穀雨 立夏      | 三月             | 三月           | 三月             | 三月                         |
| 2034年5月18日  | 小滿 芒種      | 四月             | 四月           | 四月             | 四月                         |
| 2034年6月16日  | 夏至 小暑      | 五月             | 五月           | 五月             | 五月                         |
| 2034年7月16日  | 大暑 立秋      | 六月             | 六月           | 六月             | 六月                         |
| 2034年8月14日  | 處暑 白露      | 七月             | 七月           | 七月             | 七月                         |
| 2034年9月13日  | 秋分 寒露      | 八月             | 八月           | 八月             | 八月                         |
| 2034年10月12日 | 霜降 立冬      | 九月             | 九月           | 九月             | 九月                         |
| 2034年11月11日 | 小雪 大雪      | 十月             | 十月           | 十月             | 十月                         |

(越南 = 9月, (8月假闰))

### 結果
值得注意的是，2034年的农历新年是元旦后的第二个初一日。另外值得注意的是，一个朔望月平均=29.530588日=29天12小时44分2.8秒（长度在29.27至29.83天之间变动）；而地球在近日点（大雪附近）的公转比较快，运行15度（小雪到冬至），在2033年只需要29.45日。（两个中气之间相隔较短，约29.45日；而地球靠近远日点时公转速度较慢，当前远日点在小暑附近，因此夏至到大暑两个中气之间相隔较长，约31.45日（以北半球为准））。这导致一个朔望月间会出现三个节气，这是极其罕见的。平均计算两个节气=365.2421990741日/24=15.218日，2个中气=15.218x2=30.437日。

## 日本曆的2033年問題
日本民間現在使用的和曆是歷史上最後一部法定的陰陽曆天保曆，其曆法與中國崇禎曆相似、但不盡相同。主要規定如下：
1. 冬至所在月為十一月，春分所在月為二月，夏至所在月為五月，秋分所在月為八月。
2. 閏月置於不含中氣的月份，但並非所有不含中氣的月份均需設為閏月。

崇禎曆是天保曆制定時所參考的曆書之一。天保曆在2033年及2034年也會發生類似的問題：夏至月和秋分月之间（不含，下同）有三个月，秋分月和冬至月之间有一个月，冬至月和春分月之间又有三个月，导致出现一个闰七月和一个闰十一月，而完全没有十月。其解決方法尚未有完全的定論；其中一種方案是仿照協調改良後農曆的解決辦法，在2033~2034年第12個朔望月置閏（閏十一月）。

### 引用
1. ↑  Aslaksen, Helmer. The Mathematics of the Chinese Calendar. （页面存档备份，存于）新加坡國立大學. 2004
2. ↑   (PDF).   [2011-05-15]. （原始内容 (PDF)存档于2018-03-04） （英语）.
3. ↑  Aslaksen, Helmer. Fake Leap Months in the Chinese Calendar: From the Jesuits to 2033. 新加坡國立大學. （英文）

## 外部連結
- 公曆與農曆日期對照表 （页面存档备份，存于）